# Johan Kaartprijs

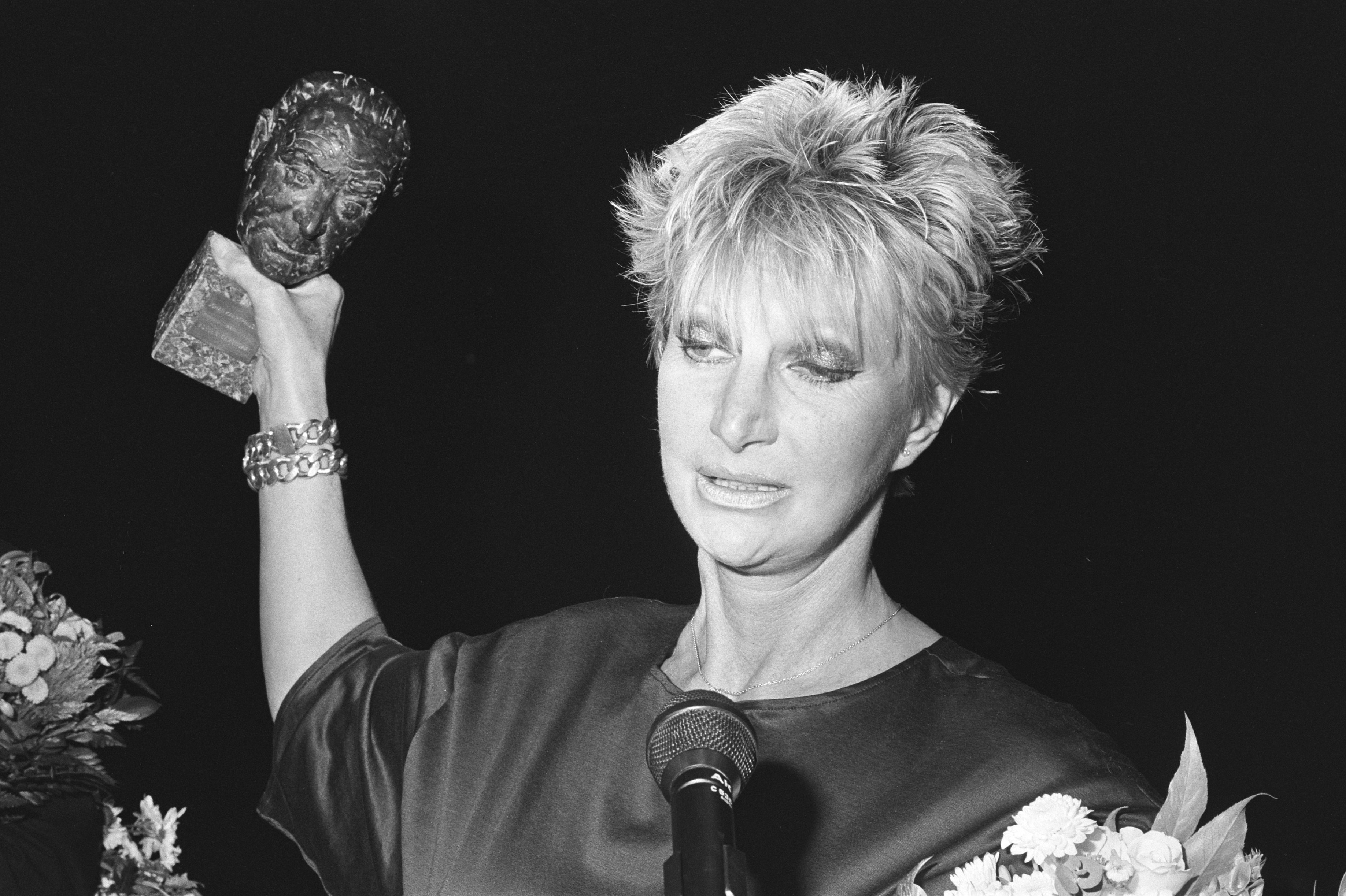
Adèle Bloemendaal (1983)

De Johan Kaartprijs is genoemd naar de Nederlandse acteur Johan Kaart (1897-1976) en wordt jaarlijks toegekend aan een persoon die een opmerkelijke prestatie op het gebied van theateramusement heeft geleverd. De prijs kan ook gezien worden als een ‘genreprijs’ die wordt toegekend aan iemand 'die zich gedurende een reeks van jaren verdienstelijk heeft gemaakt voor het bevorderen van de blijspelkunst of het theateramusement'.

## Geschiedenis van de prijs
In de jaren zeventig hebben theatermaker, regisseur en acteur John Lanting, schouwburgdirecteur Wim Bary, impresario Jacques Senf en Guus Oster, de toenmalige directeur van Theater Carré het initiatief genomen om de Johan Kaartprijs in te stellen. Zij vonden dat er weliswaar grote publieke belangstelling was voor blijspelen en kluchten, maar dat het genre te weinig aan bod kwam bij officiële beoordelingen en prijsuitreikingen.
De prijs is voor het eerst in 1975 uitgereikt. De prijs bestaat uit een bronzen beeldje dat Johan Kaart voorstelt. Het beeldje is gemaakt door Pieter de Monchy.
In de periode tot 1990 werd de prijs jaarlijks uitgereikt, maar in de periode daarna nog slechts twee keer. In 2005 werd de prijs nieuw leven ingeblazen en is de jaarlijkse toekenning teruggekeerd.

## Winnaars
- 1976 - Doris Van Caneghem[1]
- 1977 - John de Crane[2]
- 1978 - Willem Nijholt[3]
- 1979 - Beppie Nooij jr.[4]
- 1980 - Leen Jongewaard[5]
- 1981 - Trudy Labij[6]
- 1982 - Mary Dresselhuys[7]
- 1983 - Adèle Bloemendaal[8]
- 1984 - Martine Bijl[9]
- 1985 - André van Duin[10]
- 1986 - Jenny Arean[11]
- 1987 - John Lanting[12]
- 1988 - John Kraaijkamp sr.[13]
- 1989 - Youp van 't Hek[14]
- 1990 - Toneelproductie Jalouzieën[15]
- 1999 - Mini & Maxi
- 2001 - Gijs Scholten van Aschat
- 2005 - Ashton Brothers
- 2006 - Herman Finkers
- 2007 - Leny Breederveld
- 2008 - Kees Hulst
- 2009 - Tjitske Reidinga
- 2010 - Loes Luca
- 2011 - Jon van Eerd
- 2012 - Tineke Schouten
- 2013 - Paul Groot
- 2014 - Huub Stapel
- 2015 - Simone Kleinsma[16]
- 2016 - Alex Klaasen

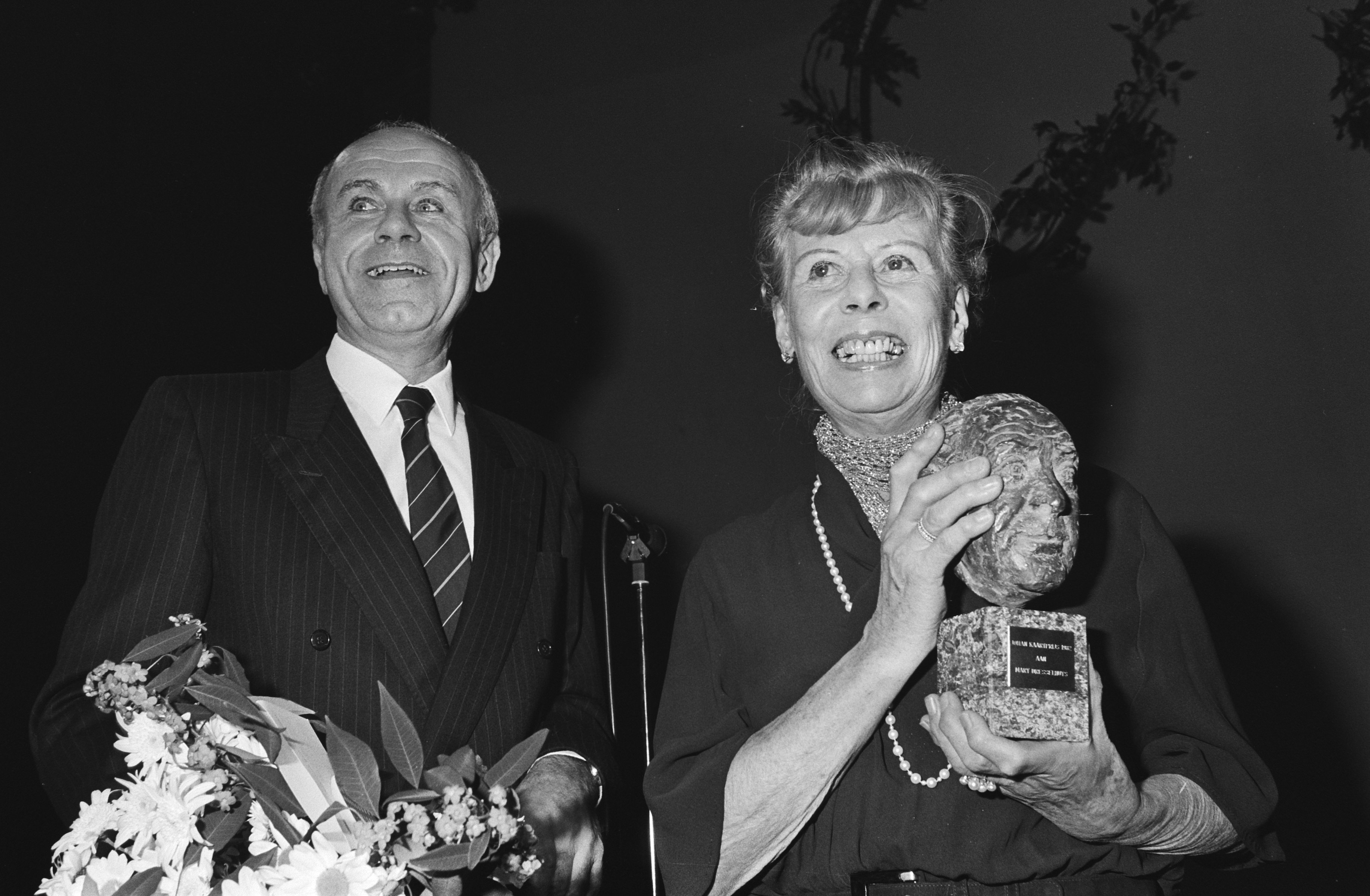
Mary Dresselhuys (1982)

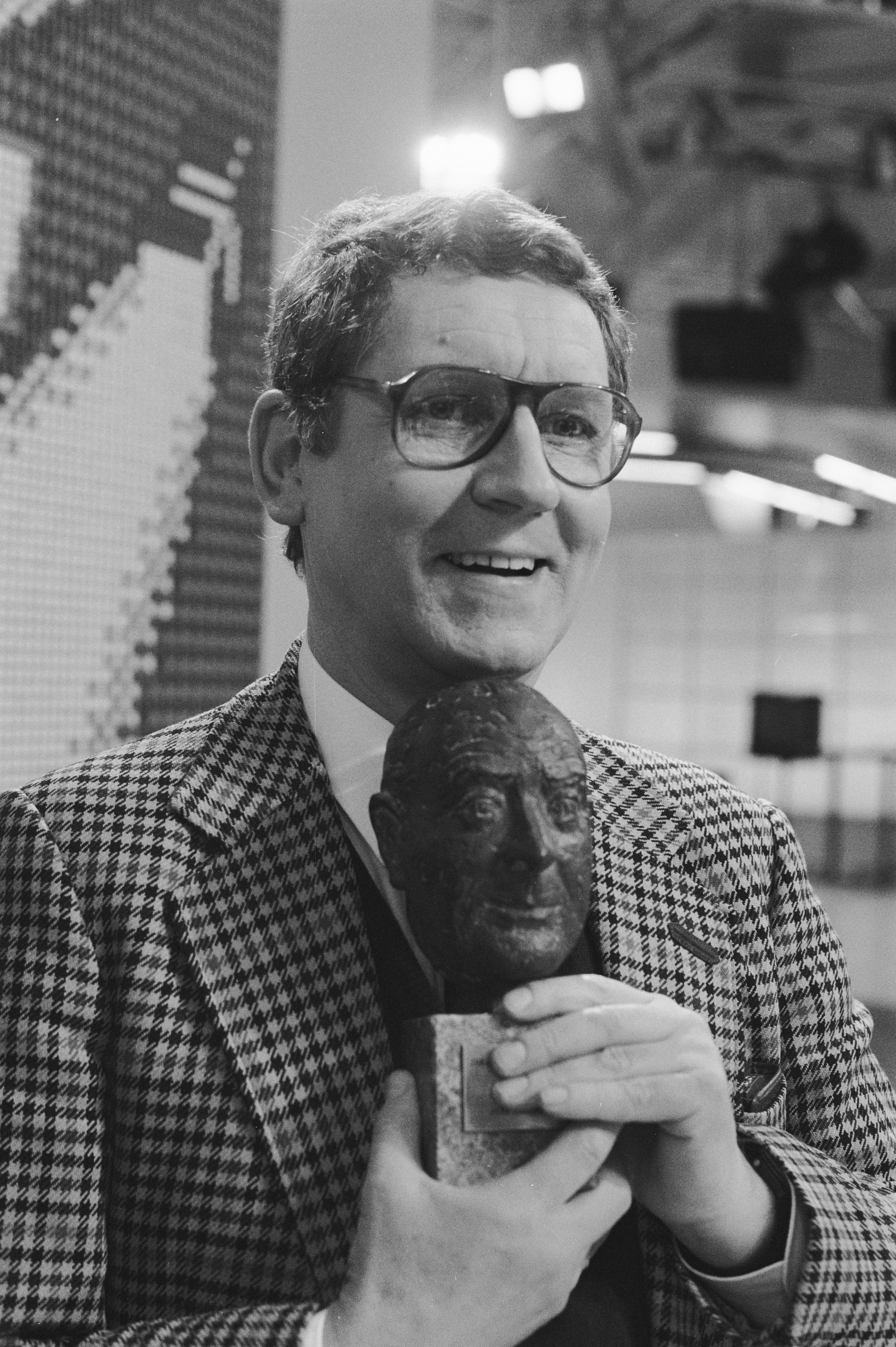
John Lanting (1987)

- 2017 - Bianca Krijgsman en Plien van Bennekom[17]
- 2018 - Wëreldbänd[18]
- 2019 - Pierre Bokma[19]
- 2022 - Brigitte Kaandorp
- 2023 - Steef de Jong
- 2024 - Sven Ratzke
- 2025 - Anne Wil Blankers